# Stockholms kvinnliga fäktklubb
Stockholms kvinnliga fäktklubb grundades 1905  av norska fäktmästaren Janken Wiel-Hansen.  Klubben skulle främja fäktning som en kvinnlig sport samt skapa god kamratskap mellan sina medlemmar.  Ida von Plomgren var ordförande för klubben från dess grundande till 1923.  Bland ordförandena för klubben kan också nämnas den framstående tennisspelaren Elsa Wallenberg. Klubben upplöstes 1938. 